# Atto
atto (a; z duńskiego) – przedrostek jednostki miary o symbolu oznaczający mnożnik 0,000 000 000 000 000 001 = 10−18 (jedna trylionowa). Stosunkowo rzadko stosowana.
Obecnie najczulsze mierniki indukcji magnetycznej cechują się dokładnością rzędu aT.